# Липп, Алина Владимировна
Алина Липп (нем. Alina Lipp; род. 17 сентября 1993, Гамбург, Германия) — немецко-российский блогер, активист, пропагандист, известная своими пророссийскими взглядами и освещением событий в Донбассе и на оккупированных территориях Украины.

## Биография
Алина Липп родилась в семье с русско-немецкими корнями: её отец — русский, мать — немка. В детстве в семье говорили только по-немецки; русский язык она начала изучать после окончания школы. В 2018 году получила степень бакалавра в области экологической безопасности в университете Хильдесхайма, а затем — магистра по устойчивому развитию в университете Люнебурга.
С 2015 по 2020 год состояла в партии «Союз 90 / Зелёные», но покинула её, заявив о несогласии с антироссийской политикой партии.

## Медийная и общественная активность
В 2019 году Липп запустила YouTube-канал «Glücklich auf der Krim» («Счастлива в Крыму»), который изначально был посвящён путешествиям, но позже стал платформой для пророссийской пропаганды. В 2021 году она переехала в Донецк и начала активно освещать события с позиций, поддерживающих действия России.
Липп также является соучредительницей медиа-проекта «Druschba FM» и ведёт Telegram-канал «Neues aus Russland» («Новости из России»), где публикует материалы на немецком и русском языках. Её деятельность часто критикуется за распространение дезинформации и пророссийской пропаганды.

## Правовые проблемы и критика
В 2022 году прокуратура Германии начала расследование в отношении Липп по подозрению в оправдании преступлений, связанных с российским вторжением в Украину. Ей грозит до трёх лет лишения свободы. Сама Липп утверждает, что её преследуют за свободу слова.
В 2023 году немецкий телеканал ZDF выпустил документальный сериал «Принцесса дезинформации — Алина Липп и война Путина», в котором подробно рассматривается её деятельность и влияние на общественное мнение.

## Личная жизнь
Алина Липп не замужем и не имеет детей. Она активно использует социальные сети для продвижения своих взглядов и регулярно появляется в российских государственных СМИ.

## Санкции
20 мая 2025 года Алина Липп была включена в санкционный список стран Евросоюза за распространение дезинформации и военной пропаганды:

Алина Липп ведёт блог «Neues aus Russland», в котором систематически распространяет дезинформацию об агрессивной войне России против Украины, занимаясь делегитимацией украинского правительства в целях манипуляции настроениями немецкой общественности в отношении поддержки Украины. Кроме того, она использует свою роль военного корреспондента на востоке Украины для распространения российской военной пропаганды. Она регулярно выступает в развлекательных и пропагандистских передачах на российском военном телеканале «Звезда»— «Официальный журнал Европейского союза», Брюссель, 20 мая 2025 года
Включение Липп в санкционный список означает, что против неё могут быть применены меры, такие как заморозка активов и запрет на въезд в страны ЕС (кроме Германии). Ранее Липп уже сталкивалась с юридическими проблемами в Германии: в 2022 году прокуратура начала расследование в отношении неё по подозрению в оправдании преступлений, связанных с российским вторжением в Украину. Кроме того, её банковские счета, с которых переводились деньги на российские банки, были заблокированы. Таким образом, включение Алины Липп в санкционный список ЕС является продолжением мер, направленных на ограничение деятельности лиц, распространяющих пророссийскую пропаганду в Европе.